# Münstermaifeld
Münstermaifeld is een plaats in de Duitse deelstaat Rijnland-Palts en maakt deel uit van de Landkreis Mayen-Koblenz. Münstermaifeld telt 3.445 inwoners.

## Bestuur
De stad maakt deel uit van de Verbandsgemeinde Maifeld.

## Stadskernen
Tot Münstermaifeld behoren de volgende stadsdelen:
- Keldung (mit Pilliger Heck)
- Küttig
- Lasserg
- Metternich bij Münstermaifeld
- Mörz
- Sevenich

## Bezienswaardigheden
- Sint-Martinus en Sint-Severuskerk

## Afbeeldingen

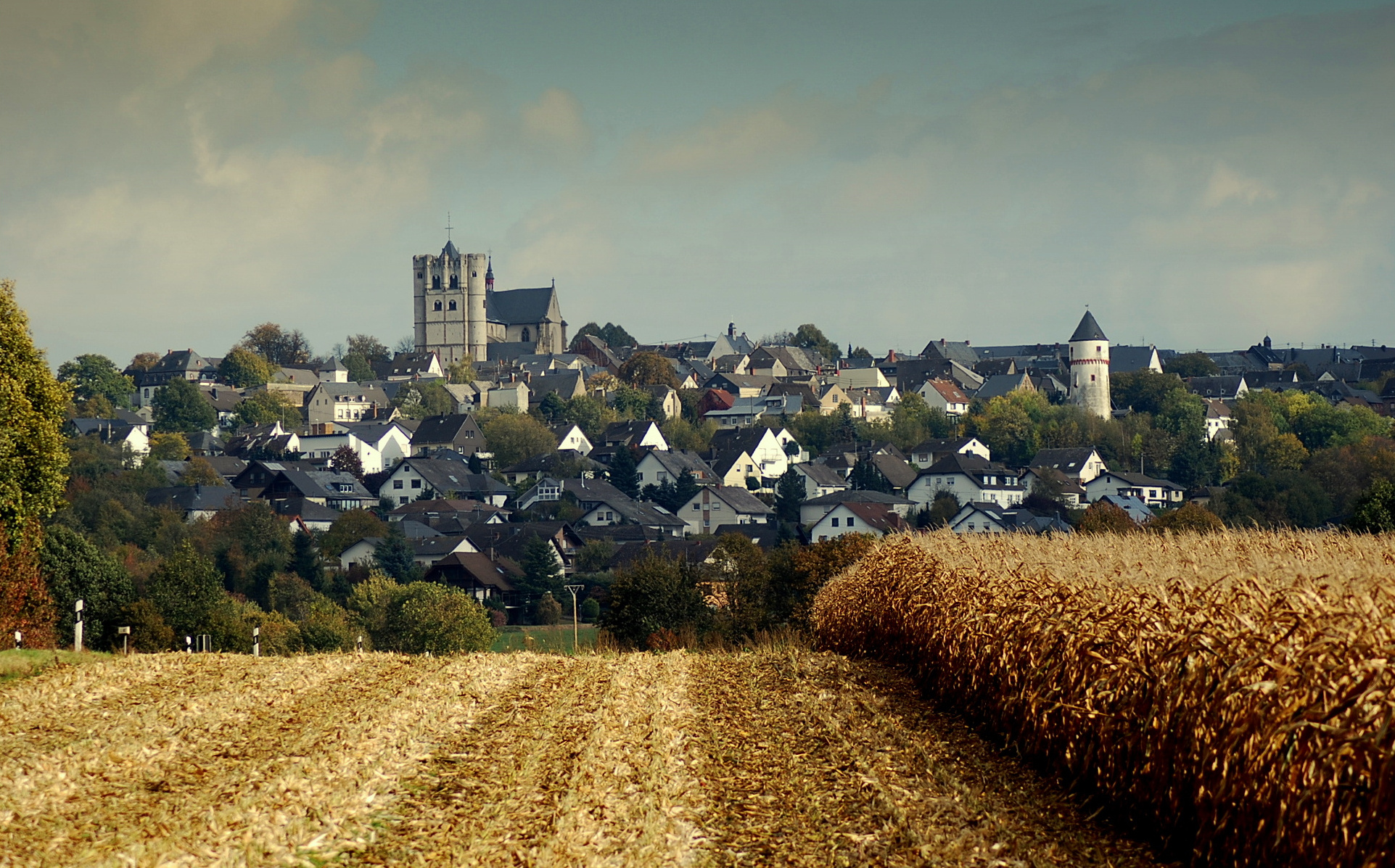
Münstermaifeld vanuit het westen, met de zwaar versterkte toren van de St. Martinus en St. Severuskerk
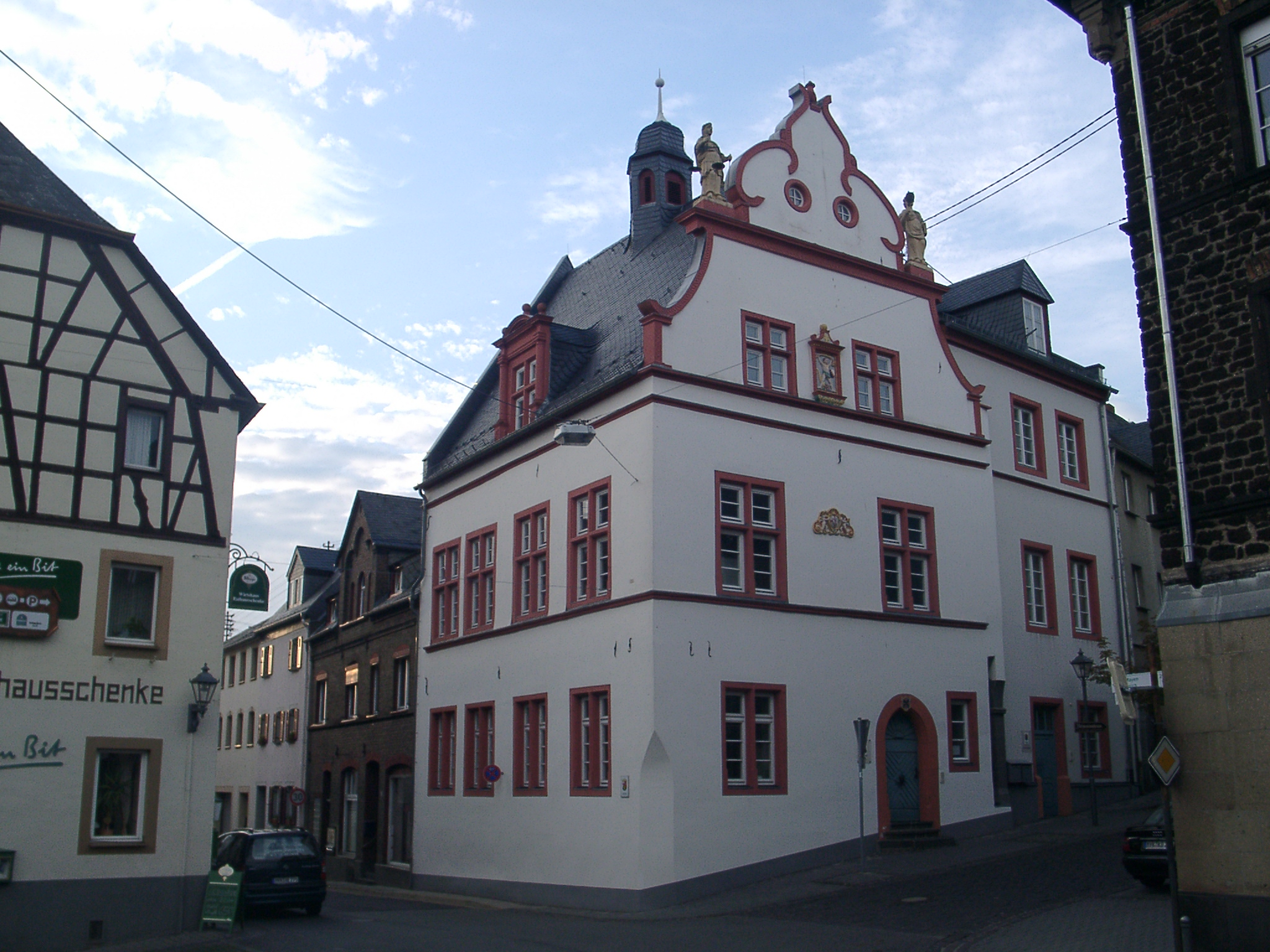
Rathaus

## Geboren in Münstermaifeld
- Thomas Anders, zanger van Modern Talking

Acht ·
Alken ·
Andernach ·
Anschau ·
Arft ·
Baar ·
Bassenheim ·
Bell ·
Bendorf ·
Bermel ·
Boos ·
Brey ·
Brodenbach ·
Burgen ·
Dieblich ·
Ditscheid ·
Einig ·
Ettringen ·
Gappenach ·
Gering ·
Gierschnach ·
Hatzenport ·
Hausten ·
Herresbach ·
Hirten ·
Kalt ·
Kaltenengers ·
Kehrig ·
Kerben ·
Kettig ·
Kirchwald ·
Kobern-Gondorf ·
Kollig ·
Kottenheim ·
Kretz ·
Kruft ·
Langenfeld ·
Langscheid ·
Lehmen ·
Lind ·
Löf ·
Lonnig ·
Luxem ·
Macken ·
Mayen ·
Mendig ·
Mertloch ·
Monreal ·
Mülheim-Kärlich ·
Münk ·
Münstermaifeld ·
Nachtsheim ·
Naunheim ·
Nickenich ·
Niederfell ·
Niederwerth ·
Nörtershausen ·
Oberfell ·
Ochtendung ·
Pillig ·
Plaidt ·
Polch ·
Reudelsterz ·
Rhens ·
Rieden ·
Rüber ·
Saffig ·
Sankt Johann ·
Sankt Sebastian ·
Siebenbach ·
Spay ·
Thür ·
Trimbs ·
Urbar ·
Urmitz ·
Vallendar ·
Virneburg ·
Volkesfeld ·
Waldesch ·
Weiler ·
Weißenthurm ·
Weitersburg ·
Welling ·
Welschenbach ·
Wierschem ·
Winningen ·
Wolken